# Phyllophaga hemilissa
Phyllophaga hemilissa är en skalbaggsart som beskrevs av Bates 1888. Phyllophaga hemilissa ingår i släktet Phyllophaga och familjen Melolonthidae. Inga underarter finns listade i Catalogue of Life.